# Гутьеррес, Хорхе (аниматор)
Хорхе Роберто Гутьеррес (исп. Jorge Roberto Gutiérrez) — мексиканский аниматор, художник и режиссёр. Является создателем мультсериала «Эль Тигре: Приключения Мэнни Риверы». Получил награду Энни и Эмми.

## Биография
Хорхе родился в январе 1975 года в городе Мехико, Мексика. Вырос в Тихуане. Позже принял участие в Калифорнийском институте искусств. Там он создал короткометражку «Кармело», который выиграл премию Эмми в 2001 году. В 2001 году он создавал веб-серии мультсериала «Эль Мачо» для Sony Pictures. Также он делал дизайны персонажей мультсериала  «ChalkZone».
Хорхе женат на Сандре Экиуе. Вместе они создали мультсериал «Эль Тигре: Приключения Мэнни Риверы», который был показан в 2007 году на канале Никелодеон. Был аниматором мультсериала «Псих», работал над фильмом «Книга жизни».

## Личная жизнь
Гутьеррес не разговаривал до пяти лет. Будучи взрослым, у него был диагностирован аутизм после диагноза его сына.

## Фильмография
- Timber Wolf (2001)
- Эль Мачо (2001)
- Эль Тигре: Приключения Мэнни Риверы (2007-2008)
- Carmen Got Expelled (2010)
- Псих (2010-2013)
- Книга жизни (2014)
- Оз: Нашествие летучих обезьян (2015)
- Майя и три воина (2021)